# Megateg spurgeon
Espèce
Megateg spurgeon est une espèce d'araignées aranéomorphes de la famille des Zoropsidae.

## Distribution
Cette espèce est endémique du Queensland en Australie. Elle se rencontre sur les monts Spurgeon et Black.

## Description
La carapace du mâle holotype mesure 4,61 mm de long sur 3,56 mm et l'abdomen 3,33 mm de long sur 2,67 mm. La carapace de la femelle paratype mesure 4,44 mm de long sur 3,50 mm et l'abdomen 5,44 mm de long sur 4,17 mm.

## Étymologie
Son nom d'espèce lui a été donné en référence au lieu de sa découverte, le mont Spurgeon.

## Publication originale
- Raven & Stumkat, 2005 : Revisions of Australian ground-hunting spiders: II. Zoropsidae (Lycosoidea: Araneae). Memoirs of the Queensland Museum, vol. 50, p. 347-423 (texte intégral).